# 京都府立中丹支援学校
京都府立中丹支援学校（きょうとふりつ ちゅうたん しえんがっこう）は、京都府福知山市にある府立特別支援学校。

## 設置学部
- 小学部
- 中学部
- 高等部
- その他
  - 自立活動

## 歴史
- 1983年（昭和58年）9月1日：養護学校開設準備室を設置。
- 1984年（昭和59年）4月1日：養護学校開設。京都府立与謝の海養護学校から綾部、福知山、天田郡の児童生徒が校区変更し転校。
- 2011年（平成23年）4月1日：学校名を「京都府立中丹支援学校」に変更。

## アクセス
- 京都府道74号舞鶴綾部福知山線（綾部市と福知山市の境界）

## 通学区域
- 綾部市
- 福知山市